# Шампиньон порфировый
Шампиньо́н порфи́ровый (лат. Agaricus porphyrizon) — съедобный гриб из рода Шампиньон (Agaricus) семейства Шампиньоновые (Agaricaceae). 
Научные синонимы:
- Agaricus arvensis var. purpurascens Cooke, 1885
- Psalliota arvensis var. purpurascens (Cooke) W.G.Sm., 1910
- Agaricus purpurascens (Cooke) Pilát, 1951
- Psalliota purpurascens (Cooke) F.H.Møller, 1952

## Описание

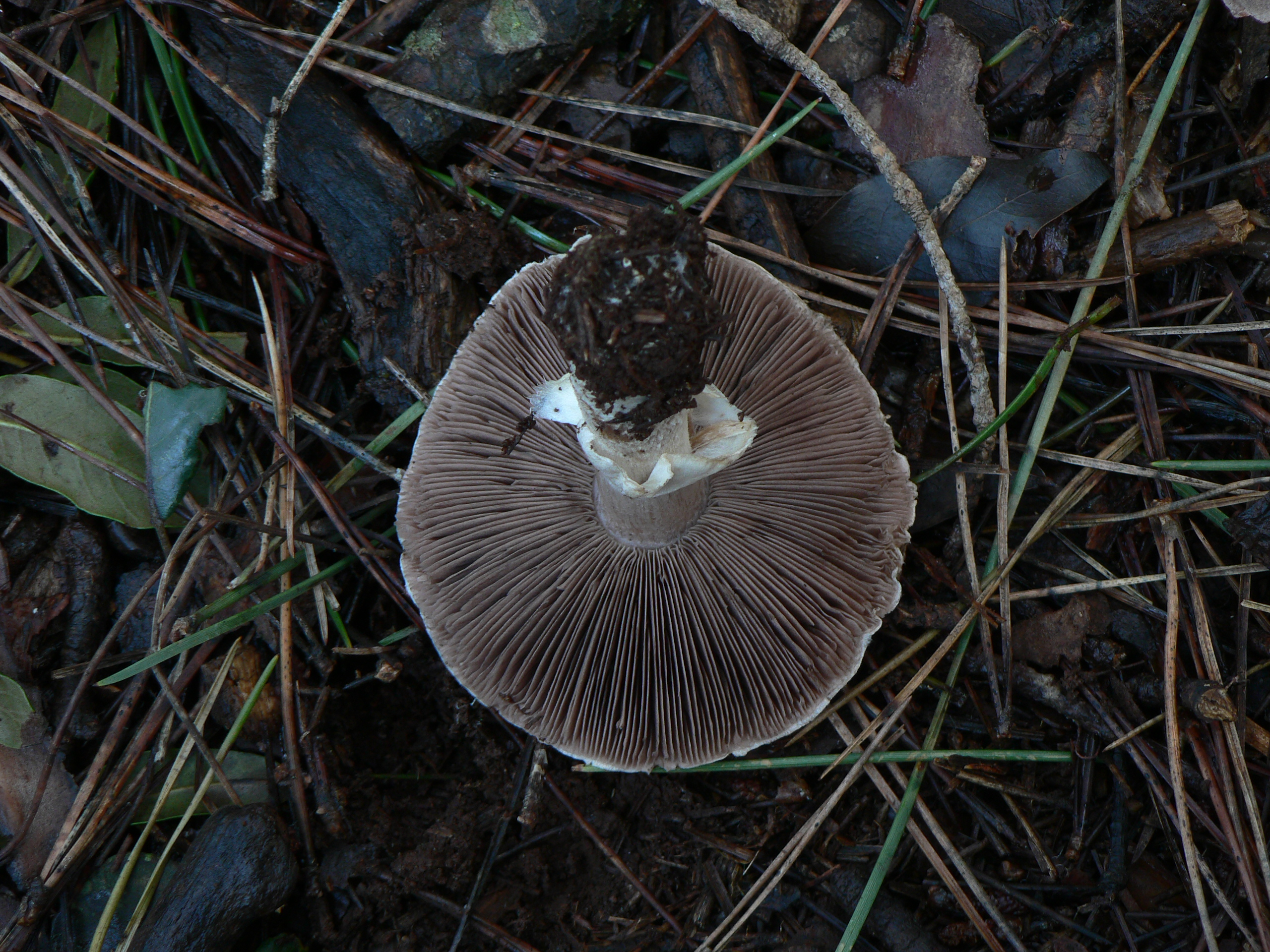

Плодовые тела небольших размеров по сравнению с другими шампиньонами.
Шляпка диаметром 5—8 см, выпуклая, поверхность покрыта лилово-пурпурными волокнами.
Мякоть белая, на срезе медленно желтеющая, с миндальным запахом.
Ножка длиной 4—6 и диаметром 0,7—1 см, белая, с утолщённым основанием жёлтого или оранжевого цвета и узким кольцом.
Пластинки свободные, серо-розовые, при созревании становятся пурпурно-чёрными.
Споровый порошок шоколадно-коричневого цвета, споры 5,5×3,5 мкм, широкоэллипсовидные.

## Экологияи распространение
Встречается под лиственными деревьями и на опаде, в лесах, парках, садах. Растёт одиночно или небольшими группами на плодородной почве. Распространён в Европе, встречается локально.
Сезон осень.